# Жалгай
Жалга́й (бур. Жалга) — деревня в Черемховском районе Иркутской области России. Входит в состав Саянского муниципального образования.

## Этимология
Название деревни происходит от бурятского жалга — «овраг», «балка», «падь».

## География
Деревня расположена на расстоянии примерно 50 км к западу от Черемхово, административного центра района.

## Население
| 2002 | 2010 | 2011 | 2012 |
| ---- | ---- | ---- | ---- |
| 232  | ↘183 | ↘182 | ↘179 |

## Известные уроженцы
- Ербанова, Савранна Яковлевна (1903—1987) — советский партийный деятель.